# Viti (Estland)
Viti (Duits: Wittenpöwel) is een plaats in de Estlandse gemeente Harku, provincie Harjumaa. De plaats heeft de status van dorp (Estisch: küla).

## Bevolking
Het dorp had 446 inwoners op 31 december 2011 en 643 inwoners op 31 december 2021.

## Reservaat voor vleermuizen
Viti en het buurdorp Vääna-Jõesuu hebben een beschermd gebied voor vleermuizen ingericht, het Vääna-Viti nahkhiirte püsielupaik (‘Vääna-Viti permanente verblijfplaats van vleermuizen’), 21,1 ha groot. Daarbij zijn de ondergrondse gangen van verdedigingswerken die in de jaren 1912-1918 waren gebouwd om Duitse landingen tijdens de Eerste Wereldoorlog te bemoeilijken, geschikt gemaakt om vleermuizen te huisvesten.

## Geschiedenis
Viti werd voor het eerst genoemd in 1517 onder de naam Pewel, een Wacke onder toezicht van de commandeur van Reval (Tallinn). Een Wacke was een administratieve eenheid voor een groep boeren met gezamenlijke verplichtingen. In 1630 gaf koning Gustaaf II Adolf van Zweden, op dat moment de heerser over Estland, Pewel (toen gespeld als Pefel) als landgoed aan Hermann Witte. Dat werd het landgoed Wittenpöwel. Van de naam Witte is Viti, de Estische naam voor het landgoed en het dorp, afgeleid. Na de familie Witte was het landgoed achtereenvolgens in handen van de families von Renteln, Buchau en von Wistinghausen. In 1858 kwam het in handen van de familie von Stackelberg, die ook het landgoed van Faehna (Vääna) bezat. Toen werd Wittenpöwel een ‘semi-landgoed’ (Duits: Beigut, Estisch: poolmõis), een landgoed dat deel uitmaakt van een groter landgoed, in dit geval Faehna.
Het landhuis van het landgoed is bewaard gebleven, maar het is wel sterk verbouwd. Zo telde het oorspronkelijk één woonlaag en nu twee woonlagen. Ook enkele bijgebouwen bestaan nog, waaronder de ruïne van een windmolen.
Het dorp Viti, dat overbleef na de onteigening van het landgoed door het onafhankelijk geworden Estland in 1919, werd in 1977 gesplitst. Een deel ging verder als dorp Viti, een ander deel, Vitimõisa genoemd, werd bij het buurdorp Vääna-Jõesuu gevoegd.